# Viaduc ferroviaire de la Pède
Le Viaduc ferroviaire de la Pède ou De Zeventien Bruggen est un ouvrage d'art qui permet à la ligne 50A de Bruxelles-Midi à Ostende de franchir la vallée du Neerpedebeek quelques kilomètres après avoir quitté Bruxelles. Sa longueur est de 526 m.

## La construction
Ce pont a été construit pour permettre de relier la gare de Bruxelles-Midi à Denderleeuw et Gand par une nouvelle ligne de chemin de fer directe. Il fallait traverser la vallée du Neerpedebeek tout en gardant des pentes acceptables. La nécessité de construire un ouvrage de génie civil s’imposait. Le terrain étant de qualité médiocre, un long talus aurait provoqué des tassements trop importants. Il fut ainsi choisi de construire un viaduc en béton armé. Celui-ci constituait une solution plus « légère ».

## Structure
Le viaduc comporte 16 travées en arc ; il est construit en béton armé. 
Les arcs soutiennent le tablier par l’intermédiaire de 4 rangées de montants. 
Ces arcs sont des arcs à trois rotules mais les rotules ne sont pas apparentes. Elles sont matérialisées par un armement concentré sur la partie centrale des sections au niveau de la clef et des contacts arc-piles. 
Les piles sont reliées entre elles par des tirants (poutrelles enrobées) qui reprennent les poussées horizontales. Chaque pile est fondée sur une forêt de pieux en béton armé. 
De manière à limiter la flexion dans les tirants, ceux-ci sont également fondés sur plusieurs pieux. 
Pour limiter la propagation d’une éventuelle rupture, la structure est divisée en trois tronçons (de 4 arcs) auto-stables.  Une pile sur quatre possède donc des dimensions plus importantes.

## Mise à quatre voies de la ligne 50A
Ce viaduc est en cours d'élargissement dans le cadre de la mise à quatre voies de la ligne 50A. 
Une structure métallique a été mise en place. Elle consiste en poutres caissons à section variable située de part et d'autre du tablier pour les deux voies ajoutées. Elle s'appuie sur les piles d’origine par des cadres en acier. 
Le système de fondation a été renforcé au niveau de chaque pile par une enceinte de pieux pour supporter le poids supplémentaire de l'ouvrage. Une précontrainte permet de rendre l’ensemble (structure d’origine + renforcement) monolithique.